# The Ultimate Experience
The Ultimate Experience kompilacijski je album s najvećim hitovima američkog glazbenika Jimija Hendrixa, postumno objavljen 1993. godine od izdavačke kuće MCA Records.

## O albumu
Kompilacija sadrži Hendrixovih 20 najvećih hitova, većinom snimljenih sa sastavom The Jimi Hendrix Experience te uživo izvedbe "The Star Spangled Banner" i "Wild Thing". Popis pjesama napravljen je po anketama najpopularnijih skladbi za europsko tržište. Cjelokupni materijal snimljen je između 23. listopada 1966. i 23. srpnja 1970. godine.
The Ultimate Experience odličan je uvod za upoznavanje s Hendrixom i daje točan dojam zašto je bio toliko revolucionaran i utjecajan gitarist.

## Popis pjesama
Sve pjesme napisao je Jimi Hendrix, osim gdje je to drugačije naznačeno.
| Br. | Skladba                        | Autor                                  | Trajanje |
| --- | ------------------------------ | -------------------------------------- | -------- |
| 1.  | »All Along the Watchtower«     | Bob Dylan                              | 4:01     |
| 2.  | »Purple Haze«                  |                                        | 2:44     |
| 3.  | »Hey Joe«                      | Billy Roberts                          | 3:26     |
| 4.  | »The Wind Cries Mary«          |                                        | 3:18     |
| 5.  | »Angel«                        |                                        | 4:17     |
| 6.  | »Voodoo Child (Slight Return)« |                                        | 5:13     |
| 7.  | »Foxy Lady«                    |                                        | 3:15     |
| 8.  | »Burning of the Midnight Lamp« |                                        | 3:35     |
| 9.  | »Highway Chile«                |                                        | 3:30     |
| 10. | »Crosstown Traffic«            |                                        | 2:14     |
| 11. | »Castles Made of Sand«         |                                        | 2:45     |
| 12. | »Long Hot Summer Night«        |                                        | 3:27     |
| 13. | »Red House«                    |                                        | 3:54     |
| 14. | »Manic Depression«             |                                        | 3:37     |
| 15. | »Gypsy Eyes«                   |                                        | 3:42     |
| 16. | »Little Wing«                  |                                        | 2:24     |
| 17. | »Fire«                         |                                        | 2:38     |
| 18. | »Wait Until Tomorrow«          |                                        | 3:00     |
| 19. | »Star Spangled Banner« (uživo) | Francis Scott Key, John Stafford Smith | 4:05     |
| 20. | »Wild Thing« (uživo)           | Chip Taylor                            | 6:54     |

## Vanjske poveznice
- Discogs - recenzija albuma